# Włodzimierz Seweryński

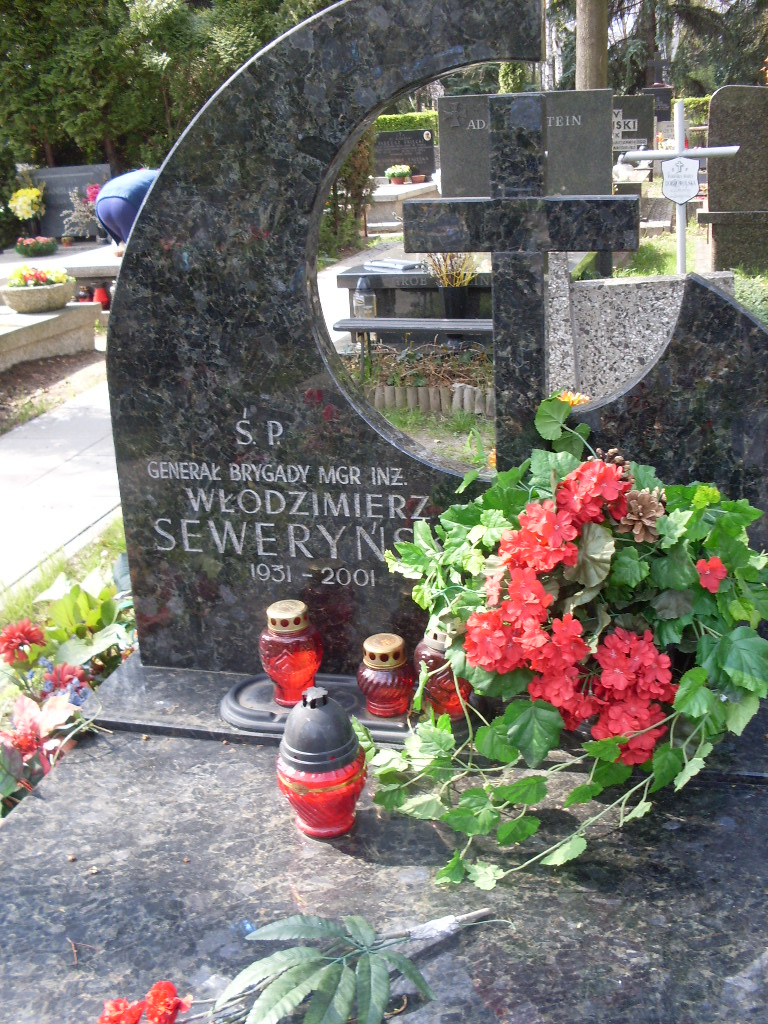
Grób Włodzimierza Seweryńskiego na Cmentarzu Wojskowym na Powązkach

Włodzimierz Seweryński (ur. 11 października 1931 w Szewnej, zm. 4 czerwca 2001 w Turzynie) – generał brygady WP, wieloletni szef Służby Uzbrojenia i Elektroniki MON.

## Życiorys
W 1950 ukończył liceum hutnicze w Ostrowcu jako technik mechanik i wstąpił do wojska. W 1954 ukończył Wojskową Akademię Techniczną w Warszawie z dyplomem inżyniera wojskowego. Od 1955 kierował wydziałami w Departamencie Uzbrojenia MON. W latach 1957–1960 na kursie w Politechnice Warszawskiej. W maju 1965 został szefem uzbrojenia Warszawskiego Okręgu Wojskowego, a w marcu 1968 zastępcą szefa Departamentu Uzbrojenia MON ds. zaopatrzenia, eksploatacji i naprawy. Od lutego 1969 zastępca szefa, a od grudnia 1969 szef Służby Uzbrojenia i Elektroniki MON. W 1972 ukończył kurs na Akademii Sztabu Generalnego Sił Zbrojnych ZSRR im. K. Woroszyłowa w Moskwie. Od jesieni 1973 generał brygady; nominację wręczył mu w Belwederze I sekretarz Komitetu Centralnego PZPR Edward Gierek w obecności przewodniczącego Rady Państwa PRL prof. Henryka Jabłońskiego. 
Przewodniczący Komisji Problemowej ds. Techniki Uzbrojenia Rady MON ds. naukowo-technicznych i członek Rady Naukowo-Technicznej Ośrodka Badawczo-Rozwojowego „Skarżysko” i Rady Naukowej Wojskowego Instytutu Techniki Uzbrojenia. 
29 maja 1989 został attaché handlowym w Biurze Radcy Handlowego w Belgradzie. W lipcu 1991 przeniesiony do rezerwy.
Zmarł na zawał mięśnia sercowego. Został pochowany na Cmentarzu Wojskowym na Powązkach (kwatera EII-6-8).

## Odznaczenia
- Order Sztandaru Pracy I klasy (1986)
- Order Sztandaru Pracy II klasy (1978)
- Krzyż Komandorski Orderu Odrodzenia Polski (1971)
- Złoty Krzyż Zasługi (1967)
- Złoty Medal „Siły Zbrojne w Służbie Ojczyzny” (1969)
- Srebrny Medal Siły Zbrojne w Służbie Ojczyzny
- Brązowy Medal Siły Zbrojne w Służbie Ojczyzny
- Złoty Medal „Za zasługi dla obronności kraju” (1975)
- Srebrny Medal Za zasługi dla obronności kraju
- Brązowy Medal Za zasługi dla obronności kraju
- Medal Komisji Edukacji Narodowej (1974)
- Medal 30-lecia Polski Ludowej
- Medal 40-lecia Polski Ludowej
- Złota odznaka honorowa „Zasłużony dla Warmii i Mazur” (1972)[2]
- Order Chwały (ZSRR) (1973)
- Medal jubileuszowy „60 lat Sił Zbrojnych ZSRR” (ZSRR, 1979)
- Medal „Za Umacnianie Braterstwa Broni” (ZSRR, 1980)
- Medal jubileuszowy „Dwudziestolecia zwycięstwa w Wielkiej Wojnie Ojczyźnianej 1941–1945” (ZSRR, 1972)
- Medal Braterstwa Broni (Kuba)
- Medal jubileuszowy „30 lat Narodowej Armii Ludowej” (Niemcy Wschodnie, 1986)[3]
- Medal Braterstwa Broni NAL (NRD, 1985)
- Medal 40-lecia Rewolucji Socjalistycznej (Bułgaria) (1985)